# Belmonte de Miranda
Belmonte de Miranda (in spagnolo) o Miranda (in asturiano) è un comune spagnolo  situato nella comunità autonoma delle Asturie.